# Philharmonie Luxembourg
Pour les articles homonymes, voir Philharmonie.

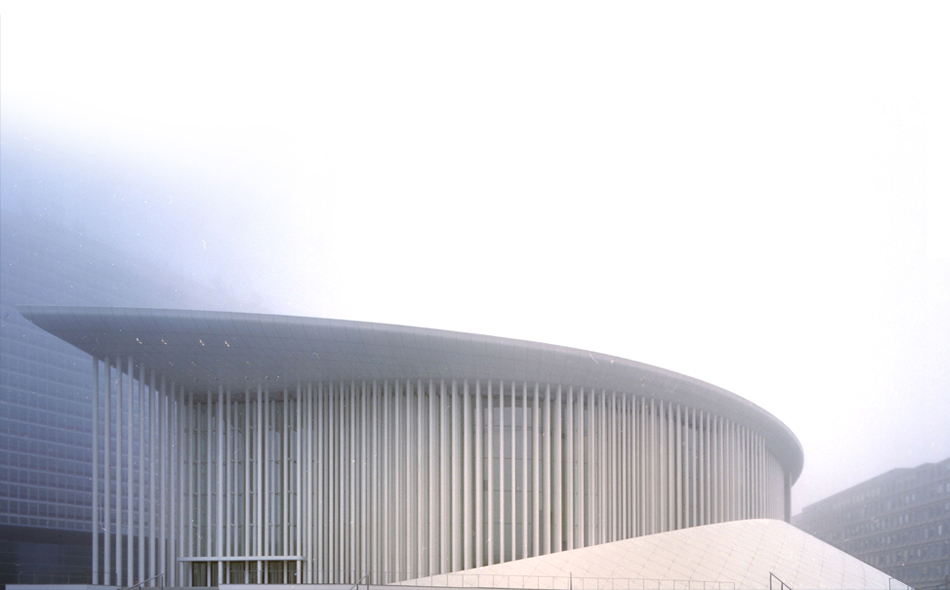
Philharmonie de Luxembourg

La Philharmonie Luxembourg (ou « Salle de Concerts Grande-Duchesse Joséphine-Charlotte ») est une salle de concerts située sur le Plateau du Kirchberg à Luxembourg-Ville. Inaugurée en 2005, elle accueille aujourd’hui plus de 400 représentations par an et fait partie des principales salles de concerts en Europe.

## Histoire

### Genèse
L'idée de construire une salle de concerts au Luxembourg est étroitement liée à l'ancien orchestre symphonique de RTL, devenu l'Orchestre Philharmonique du Luxembourg. Avec la privatisation de la Compagnie luxembourgeoise de télédiffusion (CLT) en 1992, cette dernière n'avait plus l'obligation d'entretenir un orchestre. L'État luxembourgeois a décidé de reprendre l'orchestre et de le placer sous la responsabilité d'un établissement spécialement créé à cette fin : la fondation Henri Pensis. Cette étape a permis l'émergence d'une volonté politique d'assurer la construction d'une salle de concerts adéquate. En attendant, les concerts de l'Orchestre philharmonique du Luxembourg ont toujours lieu à la Villa Louvigny.
En 1995, Luxembourg-Ville est désignée Capitale européenne de la culture. Le grand succès de cette initiative a laissé entrevoir la nécessité de développer en profondeur les infrastructures culturelles. Cette même année, le Parlement luxembourgeois prend la décision de construire, parmi d’autres nouvelles structures, une salle de concerts.

### Construction
En 1997, le projet de Christian de Portzamparc fut retenu à l’issue du concours international d’architecture lancé par l’Administration des Bâtiments publics. Les travaux de construction de la nouvelle salle de concerts ont été réalisés du printemps 2002 à l’été 2005.

### Inauguration
Le 26 juin 2005, l'Orchestre Philharmonique du Luxembourg se produit à la Philharmonie qui a ouvert ses portes au public pour la première fois. 222 jeunes musiciens de différentes fanfares de Luxembourg ont participé à la création d’une installation sonore du compositeur Renald Deppe. Avec deux autres créations interprétées le même après-midi, cette œuvre a marqué le coup d’envoi de huit de jours de festivités, au cours desquelles 750 musiciens se sont produits devant plus de 15 000 visiteurs. 
Le soir du 26 juin, la Salle de Concerts Grande-Duchesse Joséphine-Charlotte a été officiellement inaugurée en présence du grand-duc Henri, de hauts représentants de l'État et d'invités d'honneur luxembourgeois et étrangers lors d'une cérémonie officielle marquant la fin de la présidence luxembourgeoise du Conseil de l'Union européenne. L'Orchestre Philharmonique de Luxembourg a interprété en première mondiale la symphonie no 8 de Krzysztof Penderecki, spécialement commandée par le Grand-Duché de Luxembourg pour cette occasion.

## Architecture et acoustique
L’inspiration préliminaire de l’architecte Christian de Portzamparc était de marquer l’entrée dans le monde de la musique par un filtre naturel. Cette idée s’est concrétisée sous la forme des 823 colonnes de façade en acier blanc, agencées en trois ou quatre rangées. La rangée de colonnes intérieure renferme des installations techniques, la deuxième épouse le vitrage, et la troisième a une fonction statique. 
Entre le filtre de colonnes et le noyau central, un vaste hall péristyle enveloppe entièrement le Grand Auditorium. Des rampes, escaliers et passerelles mènent à la salle, la contournent et la relient aux loges. 
La Salle de Musique de Chambre, la billetterie et l’accès au parking souterrain ne sont pas intégrés au bâtiment principal, mais accolés à l’extérieur au sein de deux coques couvertes d’aluminium adossées contre le filtre de colonnes.
La réalisation acoustique des trois salles est l’œuvre de l’acousticien d’origine chinoise Albert Yaying Xu en association avec le bureau français AVEL acoustique (J.-P. Lamoureux).

### Grand Auditorium
Conçu selon le principe d’une « boîte à chaussures », le Grand Auditorium compte un volume de près de 20 000 m3 et peut accueillir jusqu’à 1 500 auditeurs. Pour répondre aux contraintes d’une salle rectangulaire offrant des conditions acoustiques optimales, huit tours de loges sont disposées autour du parterre de façon irrégulière et contribuent à la propagation homogène du son. Comme dans le théâtre shakespearien, le public est associé au spectacle avec une scène visible de tous les côtés, l’espace des chœurs pouvant être transformé en places supplémentaires.
Le temps de réverbération y est de 1,5 à 2 secondes. L'acoustique peut être adaptée à différentes exigences musicales, grâce à la flexibilité des rideaux de scène et au réglage d’un réflecteur acoustique composé de trois parties. Situé au-dessus du plateau, le réflecteur dévie le son vers le public et permet aux musiciens de mieux s’entendre les uns les autres.
L’installation technique de la scène, avec 21 plateformes modulables, permet de nombreuses variations du plateau selon la formation en concert.

#### Orgue
L'orgue situé au-dessus de la scène du Grand Auditorium rappelle le concept architectural des tours de loges. Au lieu de s'intégrer dans un châssis unique, les tuyaux sont regroupés en différentes « maisons ». Réalisé par le facteur d'orgues berlinois Karl Schuke, l’instrument compte au total 4 manuels, 1 pédalier, 83 registres et 6 768 tuyaux, et permet d'interpréter à la fois le répertoire d'orgue classique et le répertoire d’orgue symphonique.
La façade de l'instrument est formée de quatre grands chiffres stylisés, formant un "2005", année de l'inauguration du bâtiment.

### Salle de Musique de Chambre
La Salle de Musique de Chambre peut accueillir jusqu’à 313 personnes. Deux parois arrondies en forme de coque et le réflecteur placé au-dessus de la scène assurent une répartition sonore optimale. Le visiteur y accède par le déambulatoire longeant la paroi courbée.

### Espace Découverte
Situé au sous-sol de la Philharmonie, l'Espace Découverte se distingue par son équipement technique et une grande polyvalence, et peut accueillir jusqu'à 180 personnes. L'acoustique peut y être modulée grâce à des parois amovibles. Cet espace est utilisé pour la musique expérimentale et électronique, des projets dans les domaines du film, de l'art ou de la vidéo, dans le cadre d’ateliers, et pour un grand nombre de concerts et de représentations pour les enfants et les jeunes.

## Organisation

### Statut
La structure administrative de la Philharmonie est définie par la loi du 21 novembre 2002 relative à la construction d'un établissement public baptisé « Salle de Concerts Grande-Duchesse Joséphine-Charlotte ».

### Direction
- Président du Conseil d’Administration : Pierre Ahlborn
- Directeur Général : Stephan Gehmacher

### Orchestre en résidence
Depuis son ouverture, la Philharmonie Luxembourg accueille en résidence permanente l’Orchestre philharmonique du Luxembourg. Son directeur musical est, depuis la saison 2015/16, le chef d’orchestre espagnol Gustavo Gimeno.

### ECHO
En novembre 2005, la Philharmonie Luxembourg a rejoint l’ECHO (European Concert Halls Organisation). En tant que membre de ce réseau regroupant les plus grandes salles de concerts européennes, la Philharmonie propose le cycle de concerts Rising Stars, dans le cadre duquel de jeunes musiciens parrainés par les salles membres sont invités à se produire à travers l'Europe.

## Programmation
Depuis le lancement de sa première saison en septembre 2005, la Philharmonie Luxembourg accueille des artistes internationaux dans une programmation variée :
- orchestre
- musique de chambre et récitals
- jazz, musique du monde et easy listening
- musique nouvelle

Une grande partie de la programmation est également axée autour des concerts jeunes publics, avec différentes séries de spectacles adaptés à chaque âge, donnés en plusieurs langues (selon les spectacles : français, allemand, anglais, luxembourgeois) :
- 1.2..3…musique (0-3 ans)
- Loopino (3-5 ans)
- Bout'chou (3-5 ans)
- Philou F (5-9 ans)
- Philou D (5-9 ans)
- Musek erzielt (5-9 ans)
- Miouzik (9-12 ans)
- iPhil (13-17 ans)
- Familles (6-106 ans)

Trois festivals sont liés à la Philharmonie :
- rainy days: accueilli depuis 2005 par la Philharmonie, ce festival de musique contemporaine se déroule chaque année au mois de novembre ;
- Luxembourg Festival: organisé en collaboration avec le Grand Théâtre de la Ville de Luxembourg depuis 2007 à la rentrée ;
- atlântico: la première édition de ce festival célébrant les traditions musicales des pays lusophones s'est tenue en octobre 2016.

La Philharmonie accueille en outre de nombreux concerts et événements d’organisateurs externes, ainsi que des événements organisés par la Fondation EME. En 2014, 430 événements ont été présentés à la Philharmonie Luxembourg.« https://www.philharmonie.lu/media/content/download/documents/annual_reports/2014_Jahresbericht_WEB.pdf »(Archive.org • Wikiwix • Archive.is • Google • Que faire ?)

## Galerie

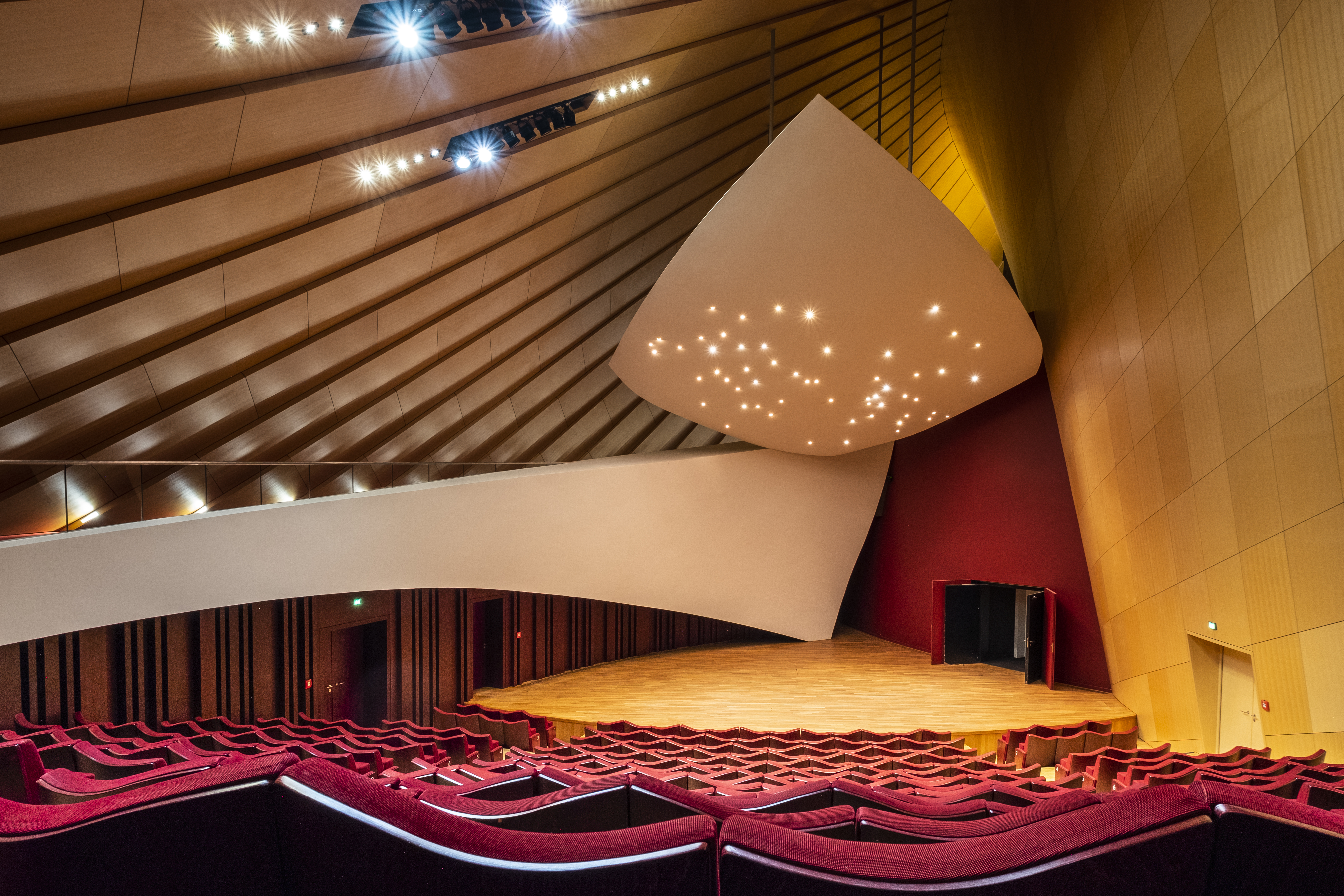
Salle de Musique de Chambre
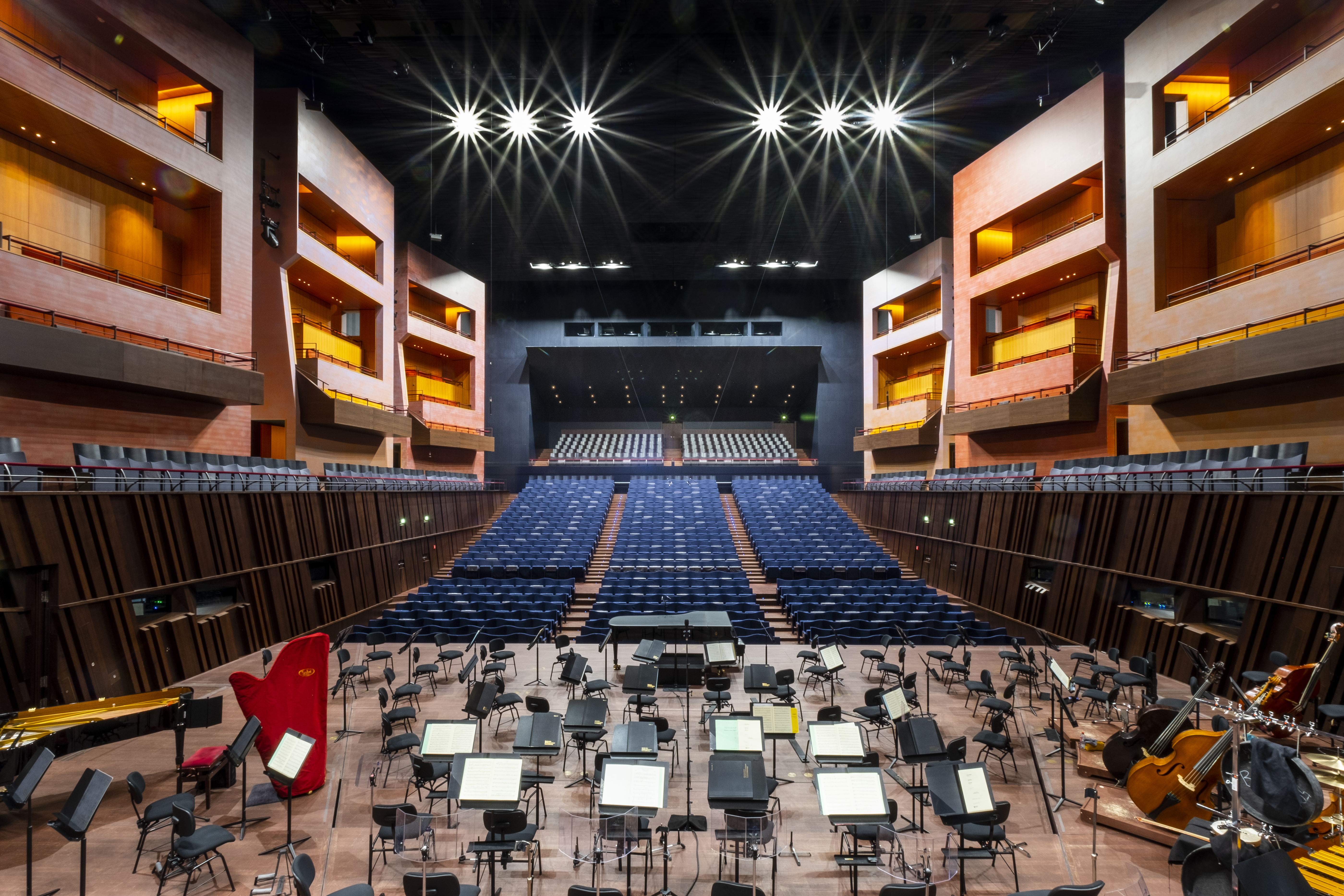
Grand Auditorium, depuis les fauteuils d'orgue